# バルブ

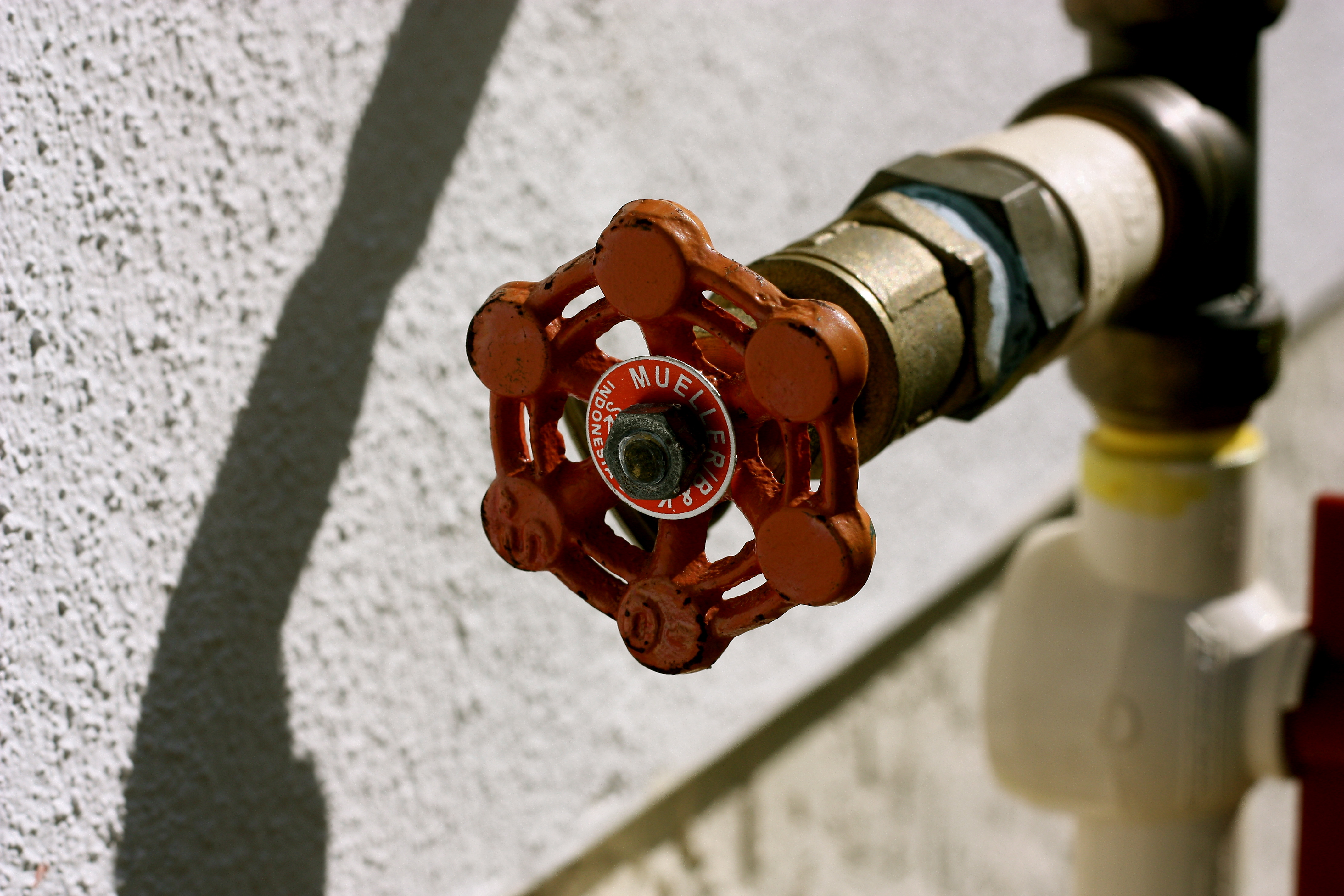
バルブ

バルブ（英: valve）は、液体や気体の配管など、流体が通る系統において設けられる流れの方向・圧力・流量の制御を行う機器の総称。特に用途や種類などを表す修飾語が付く場合には「弁（べん）」という語が用いられる。この「弁」の元の用字は“瓣”すなわち花弁・はなびらを意味する。
手動で操作する一般的なバルブのほか、電動弁など動力化により遠隔操作が可能なバルブもある。また、一部の工場作業者はベルブと言い換える場合がある。 
バルブには、流体の種類（液体、気体）、性質（可燃性、毒性、腐食性、圧力、温度）、特性、さらには、バルブ本体の材料（金属、非金属）により、豊富な種類の構造のものがある。一般生活においては水道、ガス、給湯器などの家庭用や、タンクや、ボンベをはじめとした産業設備、金管楽器等では音程を変えるためにスプリングなどを介して使用されている。
イギリス英語においては真空管を、電気信号の開閉スイッチの役割を果たすことから thermionic valve , radio valve と呼んでいる。

## 基本要素

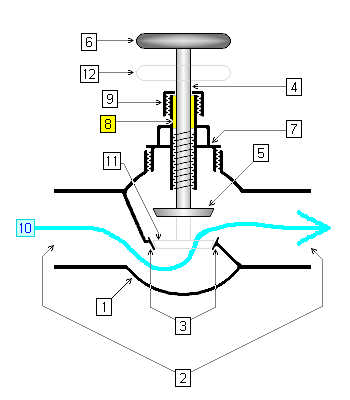
構造断面図

バルブは、流体の通路を開閉することのできる可動機構を必ず有する。構成基本要素として、弁箱 (body)、弁棒 (stem)、弁体 (disc)、弁座 (seat) があり、さらにパッキング (packing)、弁押え (guard)、パッキング押え (gland)、はめ輪 (ring)、ハンドル (handle) 等の小部品によって構成される。

## 接続方法
バルブはパイプ（管）と接続し、配管系を形成することで、初めて流体を流すことができるようになる。そのため、バルブは、バルブと管との接続端の構造で分類されることがあり、最も基本的な形式が以下の3種である。
フランジ形
接続する部分を「つば状」にして、その「つば」と「つば」をボルト・ナットで接続する形式で、このつばをフランジと呼ぶ。対応圧力、対応管径が広く、最も広範囲に使われている。
ねじ込み形
管用ねじを用いて接続する方式。口径は概ね2インチ以下、圧力は1メガパスカル (MPa) 以下の接続に主に使用されることが多い。パイプをねじ加工するだけの施工で容易なため、他の接続方法と比べると、パイプ以外の部品を必要としない。反面、修繕などでのやり直しの際は、接続する配管を再製作する必要が生じることもある。使用されるねじの種類には、「めねじとおねじ」、「テーパねじと平行ねじ」があり、この接続方法の一般的なバルブには「テーパめねじ」が加工されている。
溶接形
バルブとパイプを直接溶接する方式で、高温、高圧の配管系や、パイプラインなど流体の漏れを完全に防止したい場合に使用される。溶接後の処理や、漏れ検査等、工数が必要となる。溶接方式には、差込み溶接形（ソケットウェルド）と突合せ溶接形（バットウェルド）がある。

## 主なバルブの種類

### 弁体によるバルブ区分

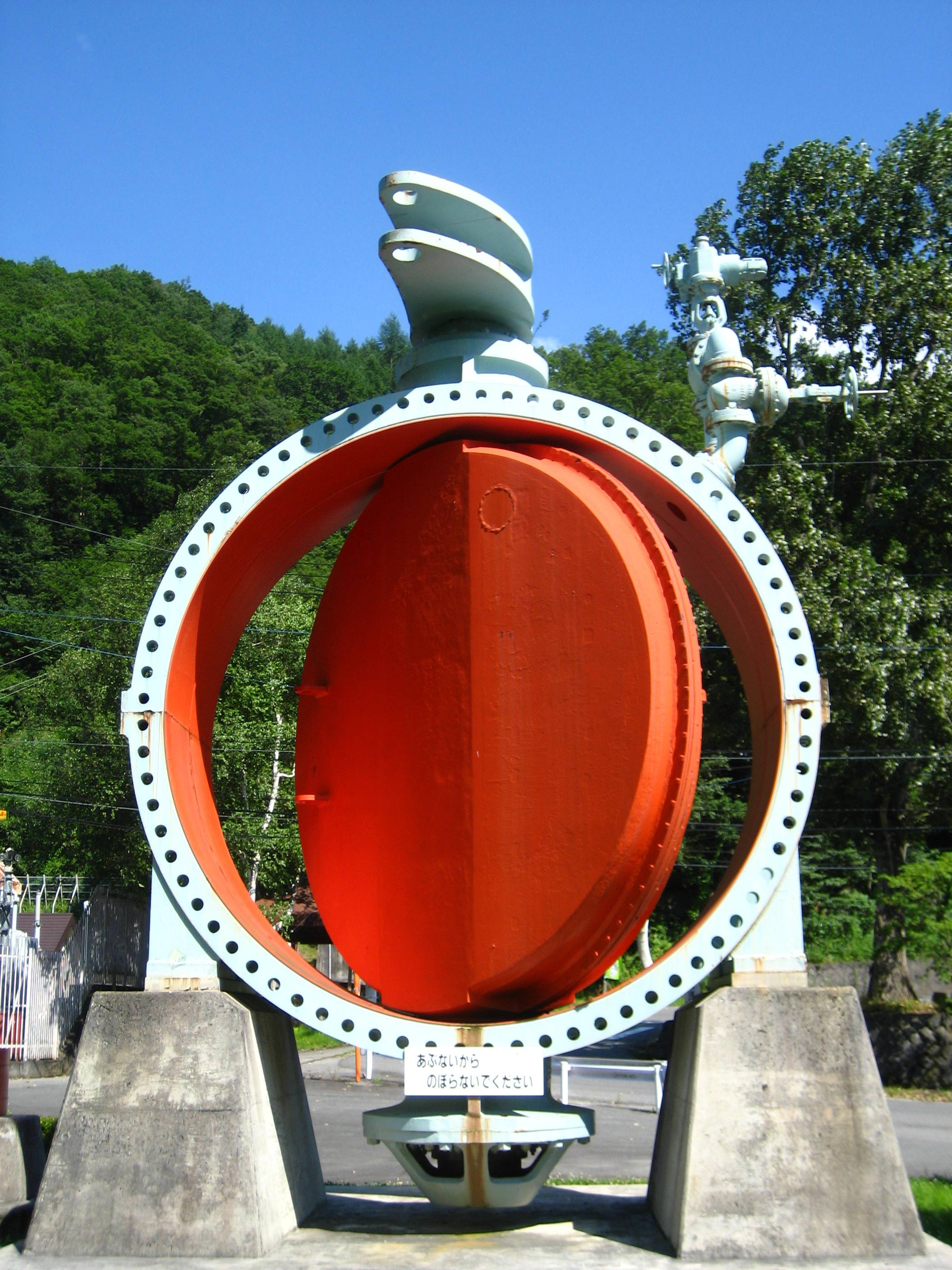
バタフライバルブ

チェックバルブ

ゲートバルブ (gate valve)
弁体が流路を仕切って開閉する構造のもの。仕切弁とも呼ばれる。バルブの弁箱に収納された円盤状の弁体が、流路に対し直角に動作して、流路の開閉を行う。流体の閉じる動作は、弁体を弁座より極僅か浮かせて、クサビ効果を利用して行う構造となっている。構造が単純なため、様々な大きさのものがあり、流体の性質にあった材料での製作も容易である。また、圧力、温度の対応範囲も広い。
グローブバルブ (globe valve)
弁箱が球状（グローブ）になっているため玉形弁とも呼ばれる。弁箱内部に隔壁があり、入口と出口の中心は直線上にあり、流体がS字に沿って流れるバルブ。流体の流れを止めるには、隔壁に設けられた弁座面に弁体を押し付け、流体の流れに抗して流体を止める構造。ゲートバルブに比べると開閉時間を短くすることができる。また、弁体形状を変更することにより、流量を調節する動作や、開閉で使用する動作などの流動特性を変更することができる。
ボールバルブ (ball valve)
球状・半球状・円筒状の弁体の回転によって流体を制御するもの。ボールバルブと呼ばれる。ハンドル（つまりは弁軸）を90度回転することにより、開閉を行なうバルブで操作性が良い。同様の構造を有するものにバタフライバルブがあるが、ボールバルブは、バタフライバルブに比べ、流量を極めて大きくすることができ、又口径内の流れに対する障害物がないため、渦流や脈流が生じにくく、流量特性に優れている。構造が単純なため、広範囲の用途に用いられるバルブで、材質、サイズ共に多くの種類がある。
バタフライバルブ (butterfly valve)
短円筒状の弁箱内の円盤状の弁体が弁棒を軸に回転することで流体を制御するもの。略してバタ弁とも呼ばれ、また蝶形弁（ちょうがたべん）ともいう。ボールバルブと同様に弁軸を90度回転する事により開閉を行う。またゲートバルブと同様に開閉バルブとして使用される。又グローブバルブと同様に流量調整用としても使用できる。一番の特徴は、ゲートバルブ、グローブバルブ、あるいはボールバルブ等と比較して、バルブの管長を極めて短くすることができるため、狭いスペースでの接続が可能となることである。偏芯タイプのものは、一方からの圧力の押付け力を利用して締め切りを厳重にすることが可能であるが、取り付け方向を間違えると逆に漏れが大きくなって締め切り弁としての機能を発揮しない。
ダイヤフラムバルブ (diaphragm  valve)
ダイヤフラム(隔膜)を、弁座に押し付けることにより、流体を閉止するバルブ。中間開度でもよく使われ、流量調節弁としての用途にも向いている。ダイヤフラムの材質はゴムや樹脂製があり、特にゴム製は弾性がある為シール性に優れ、流体内に存在する異物を噛み込んでも漏洩を防ぐことができる。構造上、ダイヤフラムと本体によって構成される流路はポケット部が無く流線形である為、自浄性に優れている。また、ダイヤフラムが流体と駆動部を遮断しておりグランド構造がない為、この箇所から流体が外部へ漏れることがない。こういった点から、塩酸や水酸化ナトリウムなどの薬品を流すラインや流体が汚染されることを嫌う製薬分野や半導体製造関連ライン、化学薬品プラント、電力会社などの水処理ラインで使われる事も多い。日常点検においては、消耗する部品がダイヤフラムに限定されることがほとんどであり、本体と駆動部を締結しているボルト・ナットを取り外すだけで可能な為、バルブを配管から取り外す必要がなくメンテナンスを容易に行える。
ニードルバルブ (needle valve)
グローブバルブに近い構造で、弁体の形状が、針（ニードル）のように細長い円錐形をしており、流体の流量の微量な調節ができるようになったバルブ。針弁とも。用途は塗装用スプレーガン（エアブラシ）、キャブレターなど。
ストップバルブ (stop valve)
流体の流れを止めてしまうバルブ。シャットバルブとも呼ばれることがある。流れを止めたり、逆に開いて流したりする。徐々に弁体を締めることができ流量を調節できるのが一般的。
チェックバルブ (check valve)
流体の流れを常に一定方向に保ち、逆流を防止する機能を持つバルブ。チャッキバルブ、逆止弁、チェッキ弁ともいわれる。弁体は、流体の圧力によって押し開かれる状態になるが、逆流すると弁体が背圧によって弁箱の弁座に密着して、逆流を防止する機構となっている。このバルブの性能評価は、逆流防止が完璧であることが大きな要素ではあるが、本来の流れ方向もスムーズでなければならないため、クラッキングポイント (C.P) と言う表現でこの流れやすさを表している。
スライドバルブ
摺動体が移動することで開閉する。
ポペットバルブ
キノコ形の弁が上下に動く事によって素早く開閉ができる。片側からの高圧に耐えられる為、主に内燃機関の燃焼室吸排気口（ポート）に使用される。
ピストンバルブ
ピストンが往復することで開閉を行う。フラッシュバルブなどに利用されている。
ロータリーバルブ
回転する事で開閉を行う。
スリーブバルブ
スリーブが動く事で開閉を行う。スリーブの動作にはスライド型と回転型がある。
その他
ガスの場合、閉止時の気密を保つために、パック式バルブ、Oリング式バルブ、ダイアフラム式バルブ、ベローバルブ等、流体の性質、気密によって使用される構造が決まる。開閉操作には、ハンドル、キーレンチ、空気式またはオイル式アクチュエーター（自動）、ソレノイド（電磁弁）、カップリング等ある。流体圧力のみで開閉を行うものもある（CV型キャブレターのバキュームバルブなど）。

### 操作方法によるバルブ区分
手動バルブ
人力によって開閉・調節を行うもの。
自動バルブ
開閉・調節を人力以外の方法によって行うもの。
調整弁（圧力レギュレータ）
自動バルブの一形態。開閉・調節をプロセス中の圧力・温度などを直接用いて行うもの。
調節弁（コントロールバルブ）
開閉・調節を別供給の空気、電気、油圧などを用いて行うもの。
空気駆動式
調節弁のうち、空気圧によって駆動するものをいう。ダイヤフラム、シリンダー、ベロフラムなどのパーツからなる。空気配管が必要、油圧に比べて空気であるためメンテナンス性が高い、空気の圧縮性により反応がやや遅いなどの特徴がある。
電動式
調節弁のうち、電気によって駆動するもの。単相、3相などがある。
油圧式
油圧、水圧などによって駆動するもの。空気駆動に比べると比較的応答性が高い。

## レシプロ内燃機関におけるバルブ
内燃機関、特にレシプロエンジンを構成する重要な部品の1つで、混合気や空気などをシリンダー内へ吸入する為のインテークバルブ(吸気弁)や、燃焼後の排気ガスをシリンダから排出させるエキゾーストバルブ(排気弁)がある。吸排気バルブの形状はエンジン形式によって様々であり、またエンジンの形式によっては吸気または排気の一方のみに別体のバルブを用いる場合などもある。なお、エンジンそのものの部品ではないが、エンジンに混合気を吸入させる為の装置であるキャブレターや燃料噴射装置にも、「スロットルバルブ」や「チョークバルブ(チョーク弁)」といった他の形式のバルブが使われている。しかし、単に「バルブ」といった場合には吸排気弁を指すのが一般的であり、ここでは主に、レシプロエンジン内にある吸排気弁について述べる。

### 吸排気弁としてのバルブ

#### 4ストローク機関
現在の自動車やオートバイ等で主流となっている4ストローク機関の吸排気バルブでは、細い円柱の軸の先端がラッパのように急激に末広がりとなった円錐状をした「ポペットバルブ (poppet valve)」と呼ばれるものが圧倒的な主流である。
ポペットバルブを採用する4ストロークエンジンでは、バルブの軸部分 (バルブステム) が筒状の部品 (バルブガイド) で支持され、金属ばね (バルブスプリング) 等により、バルブ先端のラッパ状部分の外周 (バルブフェイス) がシリンダーヘッド等のバルブ密着面 (バルブシート) へ押し付けられることで密閉性を保っている。カムによりタペットやロッカーアームを介して押されると、バルブは軸方向に動いて開く。カムの回転に伴い、開く時に圧縮されたスプリング力によりバルブが閉じる。バルブを密着させるのに金属ばねを使う「スプリングバルブ式」というバルブ作動方式が最も一般的であるが、金属ばねの代わりに圧縮空気による空気ばねを用いた「ニューマチックバルブスプリング式」や、バルブ開閉の両方をカムやロッカーアームで機械的に制御する「デスモドロミック式」などもある。
なお、過去には「スリーブバルブ」など、ポペットバルブ以外の4ストロークエンジン用バルブも開発研究され、量産エンジンに採用された例もあった。だが現在では、ポペットバルブ以外のバルブ形状はまず見かけられず、開発研究や試作まで行なわれても量産化や実用化までは至っていないのが現状である。
バルブ数の表記法
主に自動車やオートバイなどの4ストロークエンジンの仕様を表す項目の1つとして、吸排気バルブの数を表すことがある。少ない数の場合は1気筒あたりのバルブ数を表し、比較的大きな数字の場合はエンジン全体でのバルブ総数を表している。例えば「ツインカム4バルブ4気筒」および「ツインカム16バルブ4気筒」と表記されている場合、どちらも同じエンジン仕様、すなわち1気筒あたり4バルブ (吸排気それぞれ2バルブ) で、4バルブ×4気筒＝総数16バルブのDOHCエンジンを表している。

#### 2ストローク機関
エンジンの構造や燃焼行程の異なる2ストローク機関においては、吸気側のみあるいは排気側のみにバルブがあるように見えるものが多いが、実際には別体のバルブが無い側の気流は、シリンダー内面の吸排気ポートがピストンの動作位置により開閉されるピストンバルブで制御されている。
オートバイ用などのデイ式機関の吸気用で代表的なものとしては、一部に穴が開いた円盤状のバルブを回転させてバルブの穴が吸気通路と一致した時のみ吸気させる「ロータリーディスクバルブ式」や、薄い板状のバルブそのものの弾性と吸入負圧によって開閉させる「リードバルブ式」などがある。船舶用などの大型ディーゼル機関の多くは、シリンダーヘッドに設置されたポペットバルブを排気弁としてのみ用いる。

### 吸排気弁以外のバルブ
一般的なスロットルバルブの方式は、バタフライバルブかゲートバルブであることが多い。チョーク弁も一般的にバタフライバルブであることが多い。
その他にもキャブレター内部のフロートバルブ(ニードルバルブ)や、クランクケース内部の未燃焼ガスを排出する目的で使用されるPCVバルブなど、様々な用途でそれぞれにあった形式のバルブが使われている。

## 主なメーカー
日本
一般社団法人「日本バルブ工業会」にはメーカー117社、関連機器メーカーや販売事業者など63社が参加する。同会は発足した3月21日を「バルブの日」としている。
- イーグル工業
- 日本ダイヤバルブ
- INAX
- 岡野バルブ製造
- キッツ（旧社名：北澤バルブ）
- 清水合金製作所
- クボタ
- 栗本鐵工所
- KVK
- SANEI
- シーケーディ
- ジャニス工業
- タカギ
- 竹村製作所
- TVE（旧社名：東亜バルブエンジニアリング）
- TOKAI
- TOTO
- 新倉工業
- バルカー（旧社名：日本バルカー工業）
- 日阪製作所
- 日立バルブ
- 平田バルブ工業
- フジキン
- 前澤給装工業
  - 前澤工業
- 前田バルブ工業
- ミヤワキ
- アズビル
- ヨシタケ
- エスビーバルブ工業
- 大和バルブ
- スリーエス ポジショナ（バルブコントローラー）などバルブ周辺機器のメーカー

スイス
- VAT (企業)

中華人民共和国
- 台州光輝[注 1]

## 業界団体
- 日本バルブ工業会
- 全国管工機材商業連合会 - バルブ(valve)を取り扱う販売業者などで作る団体